# Theodoxus fluviatilis
La nerita de río (Theodoxus fluviatilis), es una especie de pequeño caracol de agua dulce y salobre con branquia y opérculo, un molusco gasterópodo acuático de la familia Neritidae, los nerites.
Esta especie de caracol nerítido está ampliamente distribuida desde Europa hasta Asia Central. Tiene una concha gruesa con un opérculo calcificado. El patrón de coloración de la concha es muy variable. El Theodoxus fluviatilis vive en agua dulce y salobre, en ríos y lagos, sobre piedras. Se alimenta principalmente de biopelículas y diatomeas.
Algunas poblaciones de esta especie se están extendiendo y pueden alcanzar densidades de hasta miles de caracoles por metro cuadrado. Las hembras ponen cápsulas de huevos, cada una de las cuales contiene un gran número de huevos, pero de la cápsula sólo sale un caracol. Los caracoles alcanzan la madurez sexual en un año, y su esperanza de vida total es de 2 o 3 años.

## Taxonomía
Theodoxus fluviatilis fue descrita originalmente con el nombre de Nerita fluviatilis por Carl Linnaeus en 1758. El texto original de Linneo (la descripción del tipo) en latín era muy breve, y rezaba así:
Nerita fluviatilis, n. 632: testa rugosa, labiis edentilis. Habitat in Europa cataractis.
Lo que significa: «Nerita fluviatilis, número 632: el caparazón es arrugado, no hay dientes en la abertura. Habita en los ríos de Europa». Más tarde, esta especie pasó al género Theodoxus Montfort, 1810. De hecho,Theodoxus fluviatilis es la especie tipo del género Theodoxus. Anistratenko y sus colegas designaron el lectotipo de Theodoxus fluviatilis en 1999 (Anistratenko publicó una traducción al inglés en 2005).

### Subespecies
Varios autores han descrito y reconocido (de forma incoherente) varias subespecies de Theodoxus fluviatilis:
- Theodoxus fluviatilis fluviatilis (Linnaeus, 1789)[15][16][17] - fue descrito en un medio de agua dulce.[18]
- Theodoxus fluviatilisfluviatilis f. fontinalis Brard, 1815[16] - se considera a veces como sinónimo de Theodoxus fluviatilis.[1]

- Theodoxus fluviatilis littoralis (Linnaeus, 1789)[3][16] - fue descrita de aguas salobres por Linnaeus como una especie separada, originalmente llamada Nerita littoralis.[18] Un estudio de Zettler (2008)[12]  demostró que su estatus como subespecie no está justificado,[12] siendo considerada como un sinónimo de Theodoxus fluviatilis.[1] Aunque estas supuestas formas (forma fluviatilis y forma littoralis) difieren en morfología, ecología, estrategia reproductiva y comportamiento, probablemente sólo sean ecomorfos.[19]

- Theodoxus fluviatilis sardous (Menke, 1830)[1]
- Theodoxusfluviatilis subthermalis Issel, 1865[1] - o Theodoxus subthermalis (Bourguignat en Issel, 1865)[9]
- Theodoxus fluviatilisthermalis (Dupuy, 1851)[1]
- Theodoxus fluviatilis transversetaeniatus A. J. Wagner, 1928[1]
- Theodoxus fluviatilis dalmaticus Sowerby - en el lago Ohrid[20]
- Theodoxus fluviatilis euxinus (Clessin, 1885) - se ha considerado una subespecie[17] (véase Theodoxus euxinus)[1]

Bunje (2005) no considera que Theodoxus velox Anistratenko, 1999  sea una especie distinta de Theodoxus fluviatilis.

### Cladograma
Un cladograma muestra las relaciones filogénicas dentro del género ''Theodoxus'':
|  | clado A: Theodoxus anatolicus, Theodoxus jordani, and Theodoxus macrii                                                                        |
|  | |
|  | \| \| clado C: Theodoxus danubialis y Theodoxus prevostianus \| \| \| \| \| \| clado B: Theodoxus fluviatilis y Theodoxus euxinus \| \| \| \| |
|  | |
|  | clado C: Theodoxus danubialis y Theodoxus prevostianus                                                                                        |
|  | |
|  | clado B: Theodoxus fluviatilis y Theodoxus euxinus                                                                                            |
|  | |

|  | clado C: Theodoxus danubialis y Theodoxus prevostianus |
|  |                                                        |
|  | clado B: Theodoxus fluviatilis y Theodoxus euxinus     |
|  |                                                        |

|  | clado A: Theodoxus anatolicus, Theodoxus jordani, and Theodoxus macrii                                                                        |
|  | |
|  | \| \| clado C: Theodoxus danubialis y Theodoxus prevostianus \| \| \| \| \| \| clado B: Theodoxus fluviatilis y Theodoxus euxinus \| \| \| \| |
|  | |
|  | clado C: Theodoxus danubialis y Theodoxus prevostianus                                                                                        |
|  | |
|  | clado B: Theodoxus fluviatilis y Theodoxus euxinus                                                                                            |
|  | |

|  | clado C: Theodoxus danubialis y Theodoxus prevostianus |
|  |                                                        |
|  | clado B: Theodoxus fluviatilis y Theodoxus euxinus     |
|  |                                                        |

|  | clado A: Theodoxus anatolicus, Theodoxus jordani, and Theodoxus macrii                                                                        |
|  | |
|  | \| \| clado C: Theodoxus danubialis y Theodoxus prevostianus \| \| \| \| \| \| clado B: Theodoxus fluviatilis y Theodoxus euxinus \| \| \| \| |
|  | |
|  | clado C: Theodoxus danubialis y Theodoxus prevostianus                                                                                        |
|  | |
|  | clado B: Theodoxus fluviatilis y Theodoxus euxinus                                                                                            |
|  | |

|  | clado C: Theodoxus danubialis y Theodoxus prevostianus |
|  |                                                        |
|  | clado B: Theodoxus fluviatilis y Theodoxus euxinus     |
|  |                                                        |

|  | clado A: Theodoxus anatolicus, Theodoxus jordani, and Theodoxus macrii                                                                        |
|  | |
|  | \| \| clado C: Theodoxus danubialis y Theodoxus prevostianus \| \| \| \| \| \| clado B: Theodoxus fluviatilis y Theodoxus euxinus \| \| \| \| |
|  | |
|  | clado C: Theodoxus danubialis y Theodoxus prevostianus                                                                                        |
|  | |
|  | clado B: Theodoxus fluviatilis y Theodoxus euxinus                                                                                            |
|  | |

|  | clado C: Theodoxus danubialis y Theodoxus prevostianus |
|  |                                                        |
|  | clado B: Theodoxus fluviatilis y Theodoxus euxinus     |
|  |                                                        |

|  | clado A: Theodoxus anatolicus, Theodoxus jordani, and Theodoxus macrii                                                                        |
|  | |
|  | \| \| clado C: Theodoxus danubialis y Theodoxus prevostianus \| \| \| \| \| \| clado B: Theodoxus fluviatilis y Theodoxus euxinus \| \| \| \| |
|  | |
|  | clado C: Theodoxus danubialis y Theodoxus prevostianus                                                                                        |
|  | |
|  | clado B: Theodoxus fluviatilis y Theodoxus euxinus                                                                                            |
|  | |

|  | clado C: Theodoxus danubialis y Theodoxus prevostianus |
|  |                                                        |
|  | clado B: Theodoxus fluviatilis y Theodoxus euxinus     |
|  |                                                        |

|  | clado A: Theodoxus anatolicus, Theodoxus jordani, and Theodoxus macrii                                                                        |
|  | |
|  | \| \| clado C: Theodoxus danubialis y Theodoxus prevostianus \| \| \| \| \| \| clado B: Theodoxus fluviatilis y Theodoxus euxinus \| \| \| \| |
|  | |
|  | clado C: Theodoxus danubialis y Theodoxus prevostianus                                                                                        |
|  | |
|  | clado B: Theodoxus fluviatilis y Theodoxus euxinus                                                                                            |
|  | |

|  | clado C: Theodoxus danubialis y Theodoxus prevostianus |
|  |                                                        |
|  | clado B: Theodoxus fluviatilis y Theodoxus euxinus     |
|  |                                                        |

|  | clado A: Theodoxus anatolicus, Theodoxus jordani, and Theodoxus macrii                                                                        |
|  | |
|  | \| \| clado C: Theodoxus danubialis y Theodoxus prevostianus \| \| \| \| \| \| clado B: Theodoxus fluviatilis y Theodoxus euxinus \| \| \| \| |
|  | |
|  | clado C: Theodoxus danubialis y Theodoxus prevostianus                                                                                        |
|  | |
|  | clado B: Theodoxus fluviatilis y Theodoxus euxinus                                                                                            |
|  | |

|  | clado C: Theodoxus danubialis y Theodoxus prevostianus |
|  |                                                        |
|  | clado B: Theodoxus fluviatilis y Theodoxus euxinus     |
|  |                                                        |

|  | clado A: Theodoxus anatolicus, Theodoxus jordani, and Theodoxus macrii                                                                        |
|  | |
|  | \| \| clado C: Theodoxus danubialis y Theodoxus prevostianus \| \| \| \| \| \| clado B: Theodoxus fluviatilis y Theodoxus euxinus \| \| \| \| |
|  | |
|  | clado C: Theodoxus danubialis y Theodoxus prevostianus                                                                                        |
|  | |
|  | clado B: Theodoxus fluviatilis y Theodoxus euxinus                                                                                            |
|  | |

|  | clado C: Theodoxus danubialis y Theodoxus prevostianus |
|  |                                                        |
|  | clado B: Theodoxus fluviatilis y Theodoxus euxinus     |
|  |                                                        |

Este cladograma muestra que el grupo hermano del clado B es el clado C. Se separaron en 5-11,5 Ma, cuando existía el lago Pannon. Entre las especies de Theodoxus que viven en aguas salobres se encuentran Theodoxus fluviatilis y Theodoxus jordani, pero aparentemente no están estrechamente relacionadas.

## Distribución
Se desconoce la localidad tipo exacta de esta especie, pero probablemente sea el río Meno en el sur de Alemania. Glöer (2002) consideró la localidad tipo sensu Linnaeus como «Habitat in fluviis, Upsaliae ad molendinam Ulvam & alibi», pero esto sugeriría un entorno de agua salobre. La distribución de esta especie se consideraba europea, pero en realidad la especie se da en el Paleártico occidental a central. Su presencia es dispersa en toda Europa y en Asia occidental, excepto en los Alpes y en las regiones situadas inmediatamente al norte de los Alpes. Esta especie no vive en Noruega ni en Siberia. Theodoxus fluviatilis tiene la distribución más amplia de todas las especies del género Theodoxus. De hecho, es una de las especies más ampliamente distribuidas de toda la familia Neritidae.
Esta especie está amenazada principalmente por la ingeniería fluvial y la contaminación del agua en regiones densamente pobladas. La tendencia de la población de la especie es estable en general, pero está disminuyendo en algunas zonas (Alemania),  mientras que en otras está en expansión (por ejemplo, en el río Danubio). En el río Rin, durante la década de 1970, Theodoxus fluviatilis estuvo a punto de extinguirse localmente debido a la contaminación del agua. Posteriormente, la calidad del agua mejoró durante más de dos décadas, lo que condujo a una recuperación. Aun así, la especie se extinguió en el Rin por una razón desconocida a finales de los años 90. Desde 2006, Theodoxus fluviatilis recolonizó el Rin, probablemente a través del transporte por barco a través del Canal Rin-Meno-Danubio. Un análisis basado en el gen de la citocromo-c oxidasa I (COI) ha demostrado que la recolonización probablemente se originó en el Danubio.

### Europa

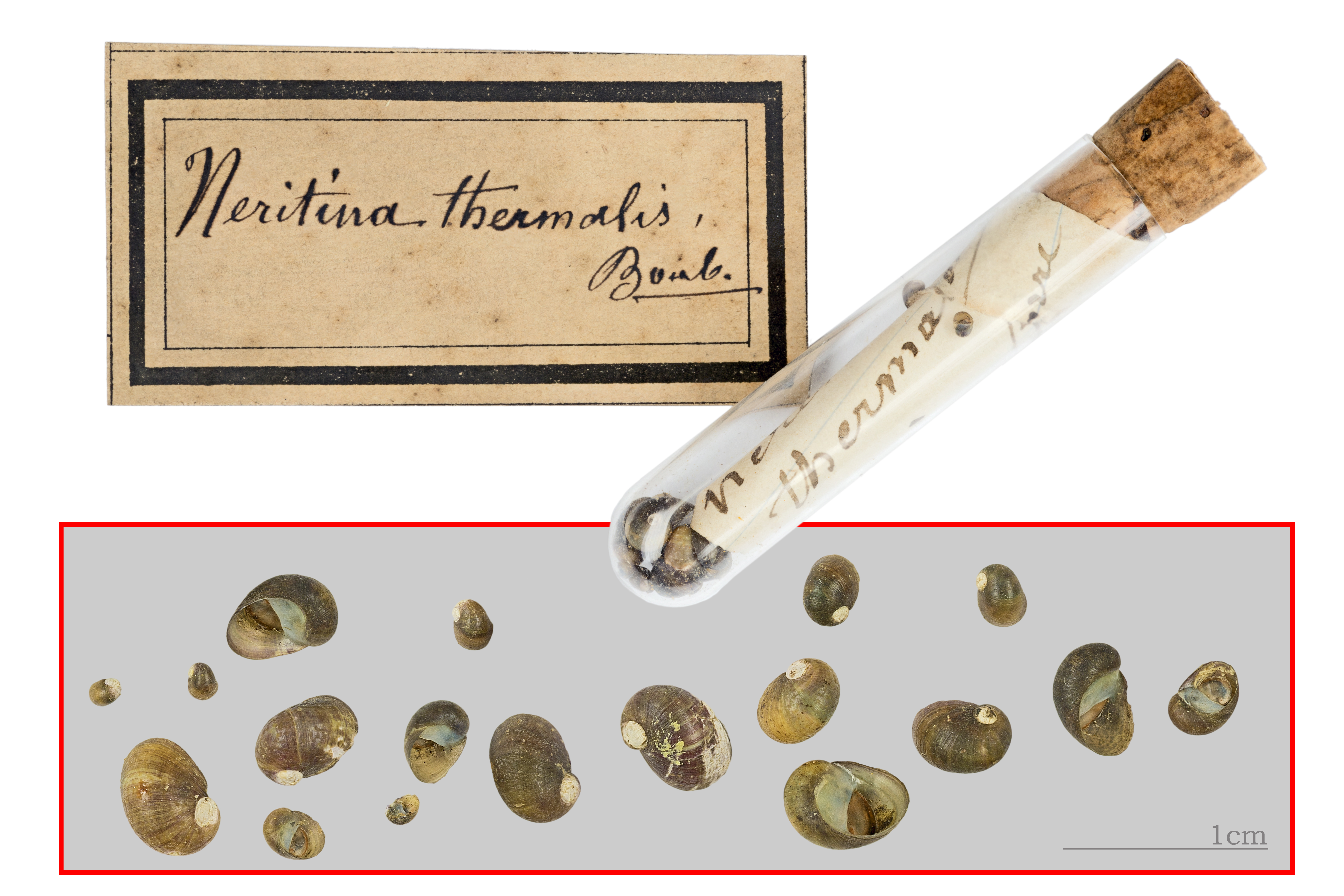
Sintipos de Theodoxus fluviatilis thermalis en el MHNT

La especie está muy extendida en Europa occidental y también en el norte de Irlanda, donde habita en el 10% de los arroyos y ríos irlandeses. Vive en Gran Bretaña, incluidas las islas Orcadas, así como en los Países Bajos, Bélgica, Luxemburgo, Liechtenstein y Mónaco. También se encuentra en Francia y Suiza, donde se considera en peligro crítico de extinción. Más al sur, se da en España y Portugal, aunque la especie está restringida a los manantiales kársticos del centro de Portugal.
En Europa central, esta especie se ha introducido recientemente en el Danubio austriaco, donde se registró por primera vez en Tulln, Baja Austria, en 2001. En la República Checa, se ha extinguido en Bohemia; los únicos hallazgos se produjeron en el río Elba, cerca de Litoměřice, en 1917, y los hallazgos más recientes de conchas vacías tuvieron lugar en 1943. Theodoxus fluviatilis también está presente en Polonia, en Eslovaquia, donde no es autóctona desde 2002, y en Hungría. Zettler (2008) proporcionó una bibliografía detallada de la distribución de T. fluviatilis en Alemania. La distribución autóctona de T. fluviatilis incluía todos los grandes ríos: Rin, Meno, Mosela, Neckar, Weser, Elba y Oder. Sin embargo, esta especie se encuentra actualmente en grave peligro de extinción en Alemania (Stark gefährdet).

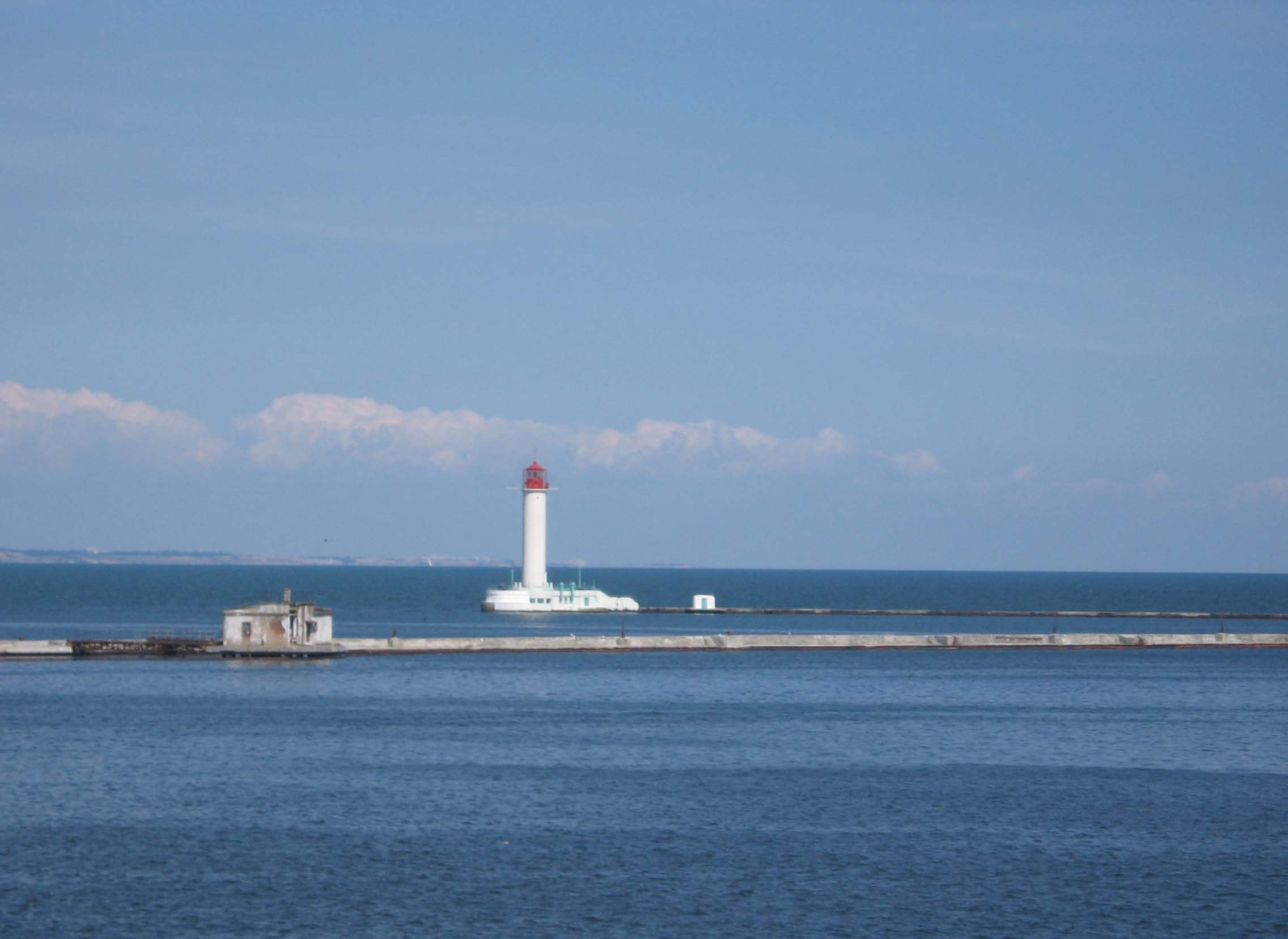
El golfo de Odesa es uno de los lugares donde se conoce la presencia de Theodoxus fluviatilis.

En el norte de Europa, esta especie se encuentra en Dinamarca, en Suecia tan al norte como 58°N. También se puede encontrar en las costas de Finlandia, en Åland, y se sabe que se encuentra vivo allí desde 1994. Ninguna otra especie de Theodoxus llega al Mar Báltico. Tiene la distribución más septentrional del género Theodoxus y es también la especie más septentrional de todos los Neritidae. En Europa oriental, este caracol se encuentra en Estonia, Lituania, y Letonia así como en Bielorrusia,  y en Rusia desde el oeste de Rusia hasta el Cáucaso. Desde 1997 se encuentra en el golfo de Odesa (Ucrania). En Ucrania y Crimea no es autóctona, y se registró por primera vez en la zona en 1955. También está presente en Moldavia.  En el sur de Europa, Theodoxus fluviatilis vive en Albania, Bosnia y Herzegovina, Rumanía, Bulgaria, Eslovenia, y Croacia. En Macedonia y Albania se encuentra en el lago Ohrid (que se extiende por la frontera de los dos países) como subespecie Theodoxus fluviatilis dalmaticus. Se encuentra en Grecia continental y también en Creta. Se sabe que está presente en Italia continental y también en Cerdeña, en Montenegro y en Serbia.

### Asia y África
En Asia, Theodoxus fluviatilis se encuentra en Turquía y también en Irán, en las provincias de Kerman, Gilan, Mazandaran, Fars, Hormozgan, Lorestan y Khorasan. Sin embargo, hasta 2012, todos los registros de Irán figuraban como Theodoxus doriae.  En África, esta especie se encuentra en Argelia, y posiblemente (o probablemente) en Marruecos, donde hay registros que algunos autores consideran fiables. Sin embargo, en lugar de una especie, Theodoxus fluviatilis, Brown (1994) reconoció tres especies en el noroeste de África: Theodoxus numidicus, Theodoxus maresi, Theodoxus meridionalis.

### Biogeografía prehistórica
Se han encontrado conchas de Theodoxus fluviatilis en un yacimiento arqueológico del Paleolítico Superior en la cueva Caldeirão, Pedreira (Tomar), municipio de Tomar, Portugal, y también en un yacimiento de unos 6000 años a. C. de edad Litorina en las islas Åland.  En Divoká Šárka, República Checa, se han encontrado conchas del Neolítico Tardío. Bunje (2005) planteó la hipótesis de que el área de distribución ancestral de Theodoxus fluviatilis era la región de Ponto-Panonia (sur de Ucrania, Rumanía y Hungría). Bunje sugirió que la especie colonizó primero el norte de Italia, Grecia y Turquía; en la segunda fase colonizó España, Francia y Alemania; y finalmente en el Holoceno colonizó las Islas Británicas, Suecia y el Mar Báltico. En 2002, el malacólogo alemán Peter Glöer resumió la distribución de esta especie durante las épocas del Pleistoceno y el Holoceno.

## Descripción
La concha de Theodoxus fluviatilis es algo deprimida (con una espira generalmente baja), fuertemente calcificada y tiene de 3 a 3,5 verticilos (incluido el protoconcha). Los especímenes más grandes suelen estar erosionados. La anchura de una concha adulta suele ser de 5 a 9 mm, pero puede alcanzar hasta 11-13 mm. La altura de la concha es de 4-6,5 mm, o hasta 7 mm.  Estos valores medios varían entre poblaciones en función del medio: la anchura máxima de la concha de las poblaciones de agua salobre es de 9,3 mm. Las conchas de agua salobre son algo más cortas, alcanzando hasta 5,8 mm, y el peso máximo de la concha es de 124 mg. En las poblaciones de agua dulce, la anchura máxima registrada de la concha es de 13,1 mm, y la altura máxima es de 9,3 mm. El peso máximo de las conchas de agua dulce es de 343 mg.
El exterior de la concha es básicamente blanquecino o amarillento, con un patrón en forma de red de color rojizo oscuro o violeta. Este patrón es muy variable (dependiendo de factores ambientales), a veces presentando parcialmente bandas, e incluso ocasionalmente siendo uniformemente oscuro. La concha es muy variable en color y patrones de color, mostrando un gran polimorfismo. La coloración y los patrones de la concha son muy plásticos en todas las especies del género Theodoxus y estas cualidades pueden estar influenciadas por factores como la composición iónica del agua, el tipo de sustrato y la nutrición de los individuos en diversos hábitats.  Zettler y colegas (2004) demostraron que en las aguas costeras exteriores del mar Báltico predomina la forma de concha casi negra y a menudo corroída de Theodoxus fluviatilis, mientras que en las partes interiores (protegidas) de las aguas costeras prevalecen las formas de color verde amarillento. Glöer y Pešić (2015) observaron que los especímenes de un sustrato pedregoso más oscuro eran negros o marrón oscuro. Las conchas de los especímenes de Theodoxus fluviatilis del norte de Europa están ornamentadas con un patrón de manchas blancas en forma de gota sobre un fondo oscuro o rojo. Los especímenes del sur de Francia y España están ornamentados con un patrón de rayas en zigzag, mientras que los especímenes de los Balcanes muestran todas las combinaciones posibles de manchas blancas en forma de gota y rayas en zigzag. Los animales de hábitats lacustres muestran bandas oscuras o claras en el caparazón.
|                                  |
| Theodoxus fluviatilis littoralis |

|                                  |
| Theodoxus fluviatilis dalmatinus |

Imágenes que muestran la variabilidad en los patrones de color de las conchas de Theodoxus fluviatilis:
|                         |
| Desde Alster, Alemania. |

|                          |
| Desde Güstrow, Alemania. |

|                                |
| Desde el río Zeta, Montenegro. |

|                                             |
| Desde el río Neretva, Bosnia y Herzegovina. |

La forma de la concha de Theodoxus fluviatilis es similar a la de Theodoxus transversalis. La forma de la concha de Theodoxus danubialis es más esférica. La forma de la abertura de Theodoxus prevostianus suele ser descendente. Sin embargo, todas estas especies muestran una gran plasticidad morfológica, lo que dificulta su diferenciación.  El contorno general de la concha se sigue utilizando para la identificación de especies en la literatura malacológica reciente. Aunque la coloración y los patrones de las conchas no son fiables para identificar especímenes, los caracteres operculares se pueden utilizar para una correcta identificación de Theodoxus fluviatilis.  El opérculo calcificado de T. fluviatilis tiene forma de D, es de color rojizo claro con un margen rojo, con una costilla ancha (también llamada cresta) en su superficie interna. El músculo columelar está unido a la costilla. La costilla es larga y delgada, atenuada en la base, mientras que el callo es delgado; falta una espiga. Los rasgos característicos del opérculo ya son visibles en los juveniles. Existe dimorfismo sexual en el borde de la costilla del opérculo, que es recto en las hembras, pero curvado en los machos.
|                                 |
| La cara externa de un opérculo. |

|                                  |
| Cara interna del mismo opérculo. |

| |
| La cara interna de otro opérculo: la - aductor izquierdo, r - costilla, rs - escudo costal, ca - callo, ra - aductor derecho. |

|                              |
| La caja torácica de un macho |

|                                 |
| El escudo costal de una hembra. |

Se han observado aberraciones en la forma del opérculo. En un espécimen de Vouvant en Francia, y otro de un manantial cerca de Bar en Montenegro, había una costilla doble, pero el escudo costal estaba reducido; en un espécimen del lago Ohrid, sólo el escudo costal estaba reducido. Theodoxus fluviatilis puede distinguirse de las otras tres especies mencionadas por tener una fosa costal, que está formada por la costilla y el escudo costal. Theodoxus transversalis, Theodoxus danubialis y Theodoxus prevostianus carecen de escudo costal y, por lo tanto, de fosa costal. Estas tres especies se diferencian por tener, además de una costilla, una clavija, que está ausente en T. fluviatilis. Las partes blandas visibles del animal son de color amarillo claro con la cabeza negra. Los tentáculos son grisáceos y largos. Los ojos son grandes y negros; el pie es blanquecino.

### Rádula

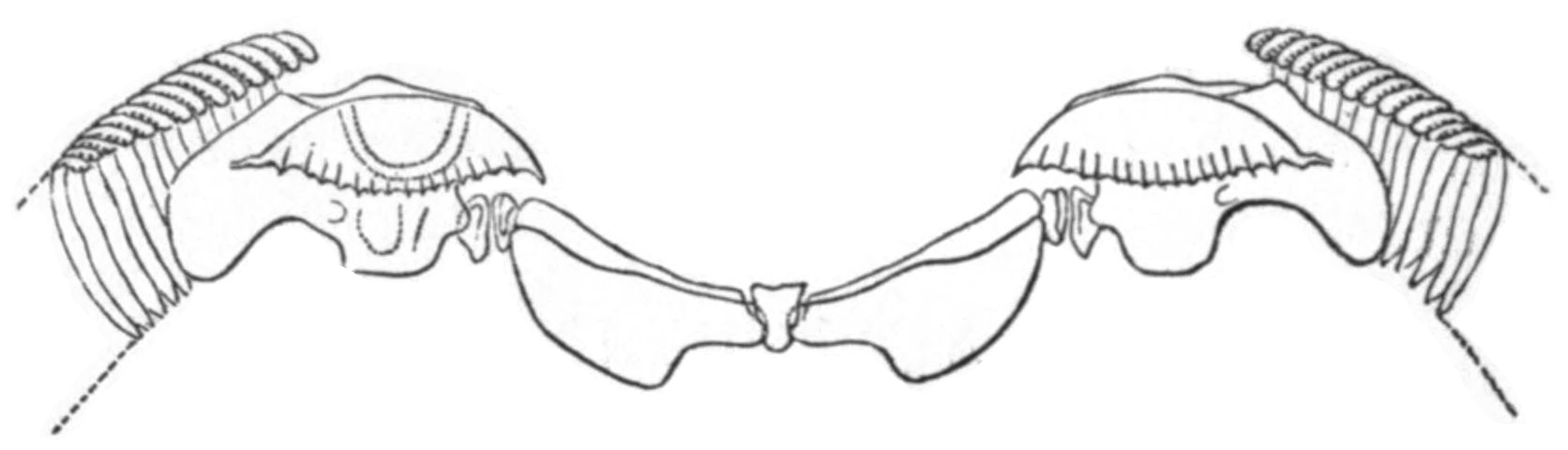
Dibujo de una fila de dientes en la rádula de Theodoxus fluviatilis.

El Theodoxus fluviatilis, como todas las demás especies de la familia Neritidae, tiene una rádula del tipo rhipidogloso (una rádula con muchos dientes marginales pequeños que ayudan a «cepillar» las partículas de alimento hacia el esófago). Zettler y colegas (2004) y Zettler (2008) hicieron micrografías SEM de la rádula de esta especie.

### Sistema reproductor

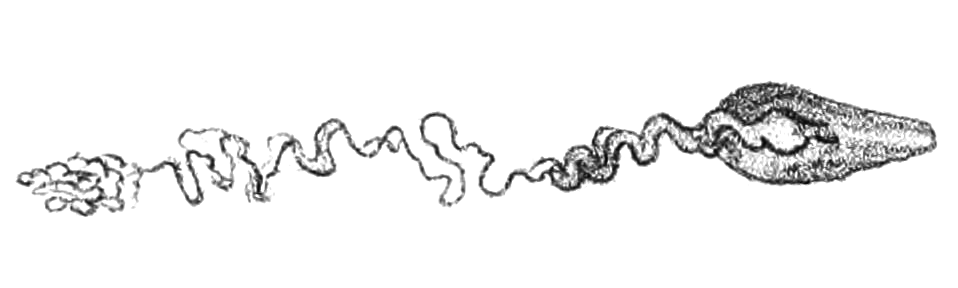
Dibujo del aparato reproductor masculino de T. fluviatilis realizado por Lehmann (1873), muestra los testículos (a la izquierda), la próstata, los conductos deferentes y el pene (a la derecha).

El Theodoxus fluviatilis tiene sexos separados (es decir, estos caracoles son dioicos). El número diploide de cromosomas (2n) es de 25 en los machos y 26 en las hembras. En los Neritidae existe un sistema de determinación del sexo X0, que también se ha confirmado para esta especie.
Las hembras tienen dos aberturas situadas bajo el borde del manto en la cavidad del manto: la abertura de la vagina y una abertura para la puesta de huevos. La vagina recibe el esperma durante la cópula. La vagina está conectada a la bursa copulatrix y a la espermateca (para almacenar el esperma). La otra abertura es para la puesta de huevos. Los óvulos se originan en el ovario. Los óvulos viajan por el oviducto hasta la cámara de fecundación, donde se produce la fecundación. A continuación, los óvulos se desarrollan en el útero glandular. Se forma una cápsula en el divertículo junto al útero. A continuación se produce la puesta de los huevos.
En los machos, el semen se forma en los testículos. La estructura del esperma del Theodoxus fluviatilis fue examinada por Gustaf Retzius. A continuación, el semen viaja a través de la próstata, donde se mezcla con el líquido prostático. Finalmente pasa por los conductos deferentes hasta el pene. El pene está situado en la cara interna del tentáculo derecho. Las siguientes ilustraciones muestran el aparato reproductor en la hembra y en el macho:

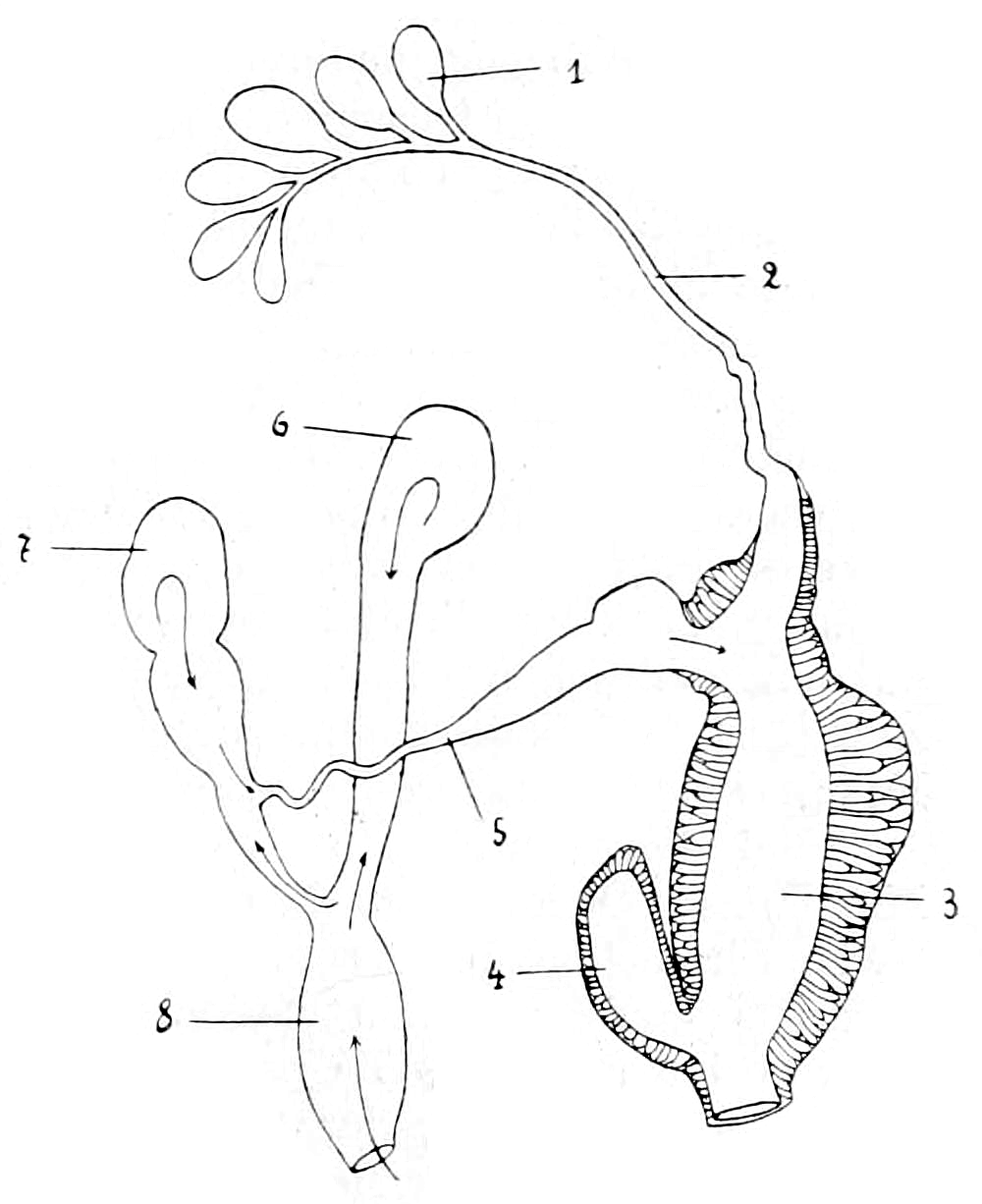
Dibujo del aparato reproductor femenino de la especie, tal como fue descrito por primera vez (correctamente) por Gustave Gilson (1896) mostrando:
1 - ovario2 - oviducto3 - útero
4 - divertículo5 - conexión entre la bolsa copuladora y el útero6 - receptáculo seminal
7 - bolsa copuladora8 - vagina

### Varios sistemas de órganos
Sistema circulatorio: La presión osmótica de la hemolinfa de Theodoxus fluviatilis es de 95 mOsm, valor muy inferior al de los caracoles marinos de la subfamilia Neritinae. La presión osmótica y la composición de iones de la hemolinfa de la subfamilia Neritininae (a la que pertenece Theodoxus) es similar a la hemolinfa de la familia de caracoles terrestres Helicinidae.

## Ecología

### Hábitat

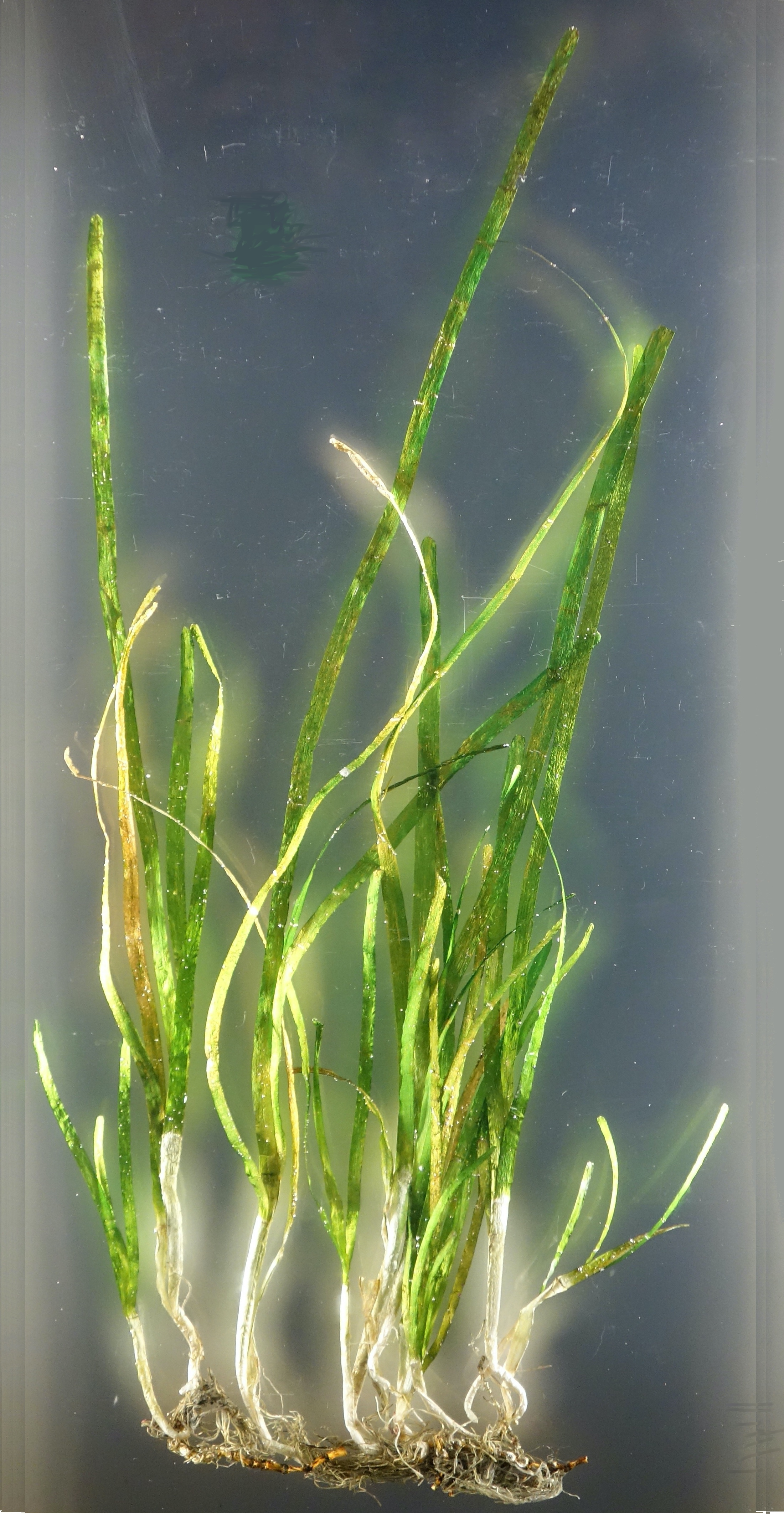
Algunas poblaciones de T. fluviatilis utilizan la pradera marina Zostera marina como hábitat en entornos de aguas salobres.

Theodoxus fluviatilis prefiere los hábitats de tierras bajas (en Suiza se da hasta los 275 m s.n.m.) y las aguas ricas en calcio. Este pequeño caracol habita en la parte central y baja de los ríos (hasta 13 m de profundidad),  incluso en aguas salobres en ríos de marea de estuarios. A veces vive en lagos en fondos sin vegetación. En raras ocasiones, vive en manantiales (reocrenas), en aguas subterráneas y en cuevas. Por ejemplo, en las islas Åland, se encontró a Theodoxus fluviatilis viviendo en lagos con un pH de 7,8-8,9. En arroyos y ríos de Irlanda, la especie vivía en aguas con un pH de 7,0-8,4.
La especie se adhiere fácilmente a las piedras, lo que le permite vivir en aguas de corriente rápida y en la zona de oleaje de los lagos. La capacidad de Theodoxus fluviatilis para vivir en agua dulce y también en agua salobre demuestra la plasticidad fenotípica de esta especie. Este pequeño caracol puede vivir hasta a 60 m de profundidad en aguas costeras. Las poblaciones de agua salobre pueden vivir en salinidades de hasta el 15% en el Mar Báltico o hasta el 18% en el Mar Báltico y en el Mar Negro. Las poblaciones de agua salobre pueden tolerar una salinidad mayor que las poblaciones de agua dulce. Las poblaciones de agua salobre tienen una acumulación mucho mayor de sustancias ninhidrina-positivas en el pie.
Esta especie vive en sustratos bentónicos duros, normalmente rocas, en guijarros, a veces en cantos rodados y rara vez en madera muerta. Tolera la contaminación orgánica leve, el bajo contenido de oxígeno (por debajo de 2 mg/litro), pero no tolera largos periodos de sequía ni el hielo. Vive en aguas mesotróficas y, a veces, en aguas oligotróficas.
Theodoxus fluviatilis sirve como especie indicadora para el seguimiento de los ríos (en Alemania); sin embargo, las poblaciones que se extienden también tienen una gran tolerancia a los hábitats degradados. Theodoxus fluviatilis tiene una gran plasticidad fenotípica: se encontró viviendo sobre piedras y sobre madera muerta en ambientes de agua dulce; mientras que vive sobre piedras y sobre Fucus vesiculosus, Potamogeton spp. y Zostera marina en aguas salobres del mar Báltico. La especie también puede encontrarse en agregados de Mytilus.
Se ha observado que esta especie, junto con el isópodo Saduria entomon, constituye una parte dominante de la biomasa faunística en el centro y el norte del mar Báltico. Las poblaciones de agua salobre pueden alcanzar densidades de hasta 200-1000 caracoles por m². Theodoxus fluviatilis dalmaticus en el lago Ohrid puede alcanzar densidades de población de hasta 6412 caracoles por m².  La especie se encontró en densidades de población de hasta 9000 caracoles por m² en un manantial del río Anços, en el centro de Portugal, donde hay una temperatura estable de 15,3-16,6 °C, que permite la reproducción continua de Theodoxus fluviatilis. En el puerto de Gabčíkovo, en septiembre de 2003, se registró una densidad de 34.932 caracoles juveniles por m².

### Hábitos de alimentación
Theodoxus fluviatilis se alimenta principalmente de diatomeas que viven en piedras,  raspando biopelículas y también consumiendo detritus. También puede consumir cianobacterias y algas verdes como suministro de alimentos de baja calidad. Las cianobacterias contienen toxinas y mucopolisacáridos indigeribles, y las algas verdes tienen celulosa en sus paredes celulares (las especies deTheodoxus no tienen enzimas celulasa para digerir la celulosa).  También se alimentan de cigotos y gérmenes del alga parda Fucus vesiculosus, cuando el alga es pequeña, de hasta 1 mm. Peters y Traunspurger (2012) estudiaron el efecto del pastoreo de Theodoxus fluviatilis sobre la meiofauna epilítica y las algas.

### Ciclo de vida

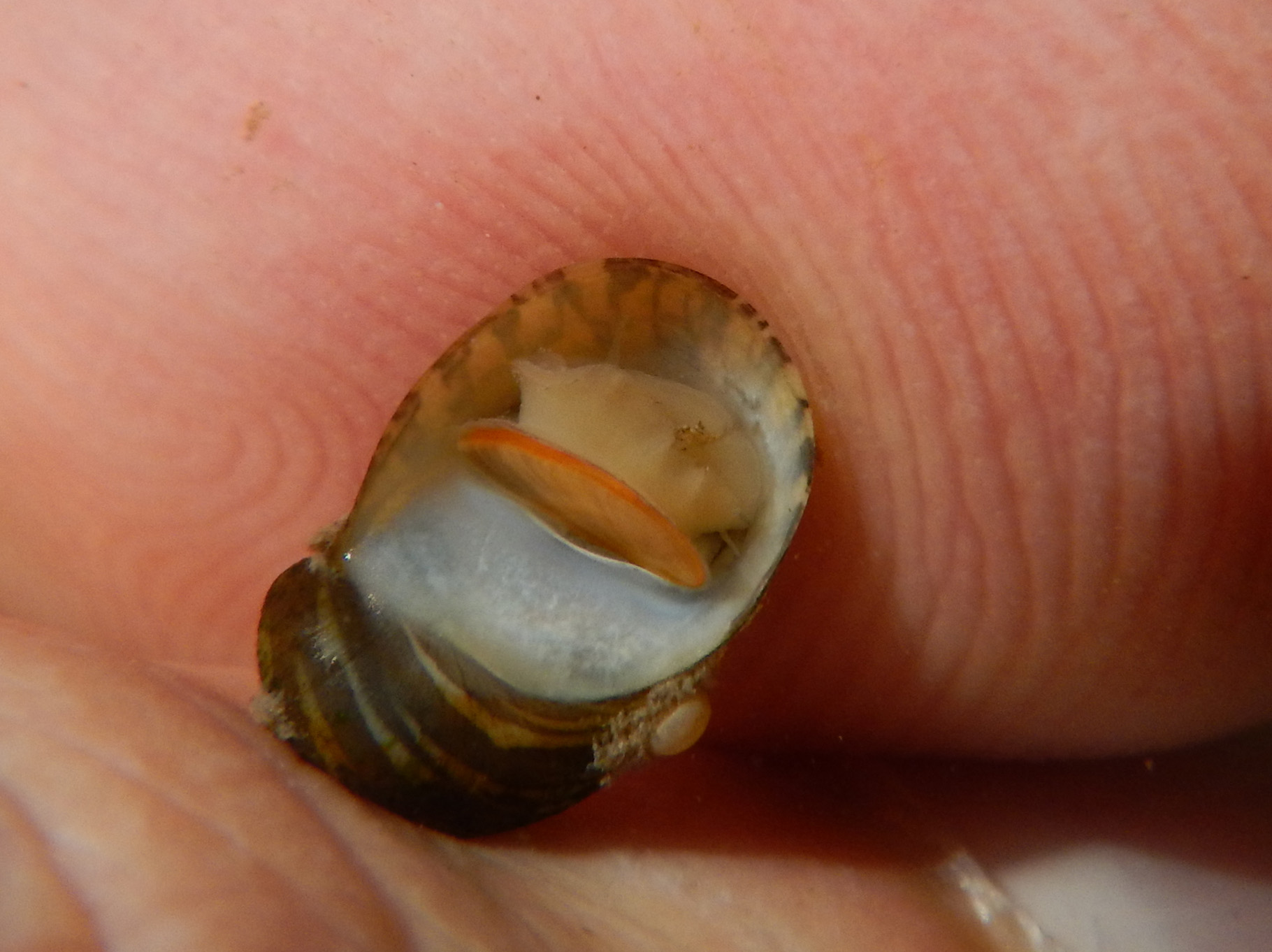
Una cápsula de huevo en la superficie de la cáscara de un Theodoxus fluviatilis vivo.

El Theodoxus fluviatilis es gonocorístico, lo que significa que cada animal individual es claramente macho o hembra, y puede producirse fecundación cruzada. La proporción de sexos es de 1:1. La estructura del flagelo del espermatozoide es única: el flagelo está dividido en dos partes.
La puesta de huevos de T. fluviatilis suele tener lugar entre mediados de abril y octubre, a temperaturas superiores a 10 °C. Los huevos se ponen en cápsulas depositadas en piedras y a veces en caparazones de individuos congéneres. Las hembras suelen poner un racimo que contiene 4-5 cápsulas. Una sola hembra suele poner unas 40 cápsulas durante el verano y unas 20 cápsulas durante el otoño. Las cápsulas frescas son blancas, pero las más viejas se vuelven amarillas o marrones y pueden llevar una capa externa epifítica. Las cápsulas tienen alrededor de 1 mm de diámetro (0,9-1,1 mm), pero en agua salobre suelen ser más pequeñas (alrededor de 0,8 mm). También pueden ponerse cápsulas pequeñas vacías (estériles) (0,5-0,8 mm de diámetro). El número de huevos por cápsula varía en función del medio. Hay 100-200 huevos en cada cápsula en agua dulce, frente a 55-80 huevos en cada cápsula en agua salobre. Normalmente, sólo se desarrolla un huevo, y los huevos restantes sirven de nutrición para el embrión, lo que da lugar a la eclosión de un único caracol juvenil de cada cápsula.

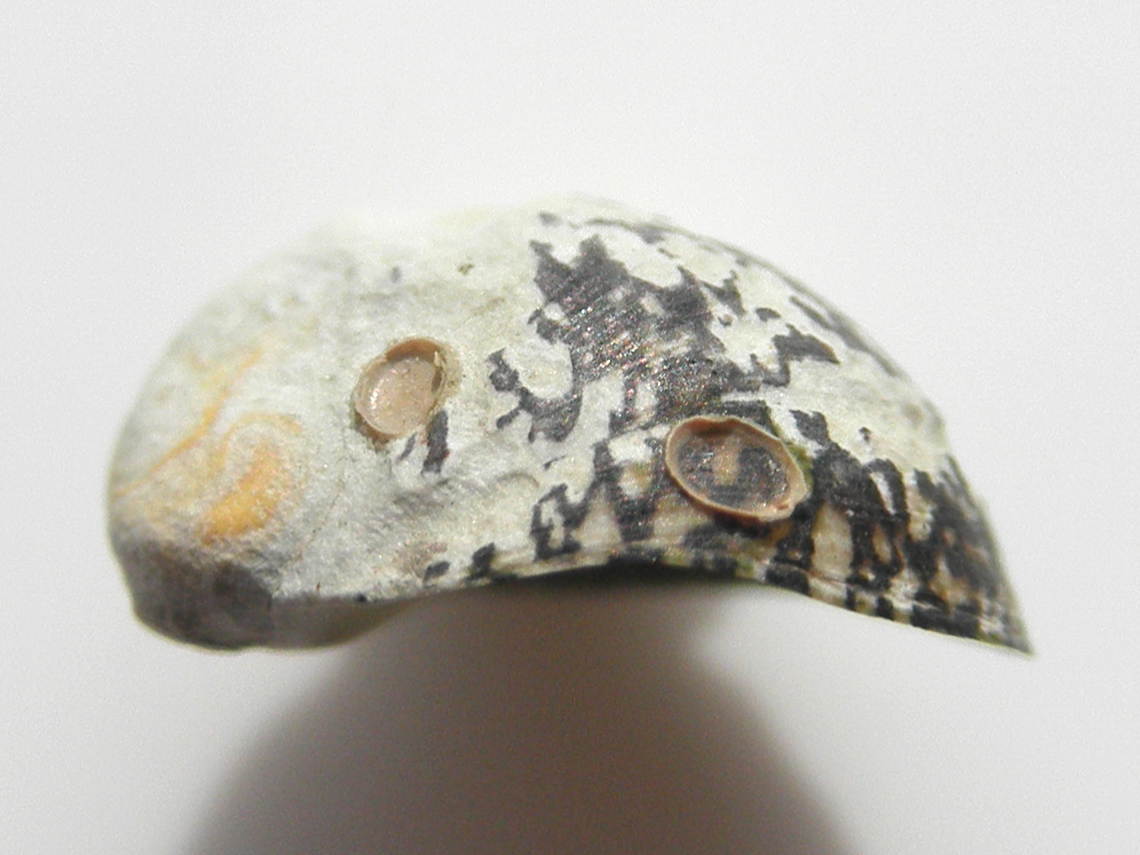
Restos de dos cápsulas de huevo son visibles en la superficie de esta concha corroída de Theodoxus fluviatilis. La anchura de la cáscara es de 8 mm y la altura de 6 mm.

La esperanza de vida de T. fluviatilis es de 2-3 años. La edad de unos pocos caracoles se estimó en 3,5 años. La tasa de mortalidad es baja en verano. Sin embargo, es mayor en invierno porque el hielo y las tormentas pueden dislocar el sustrato, lo que puede provocar daños mecánicos en los caracoles.

### Parásitos y depredadores

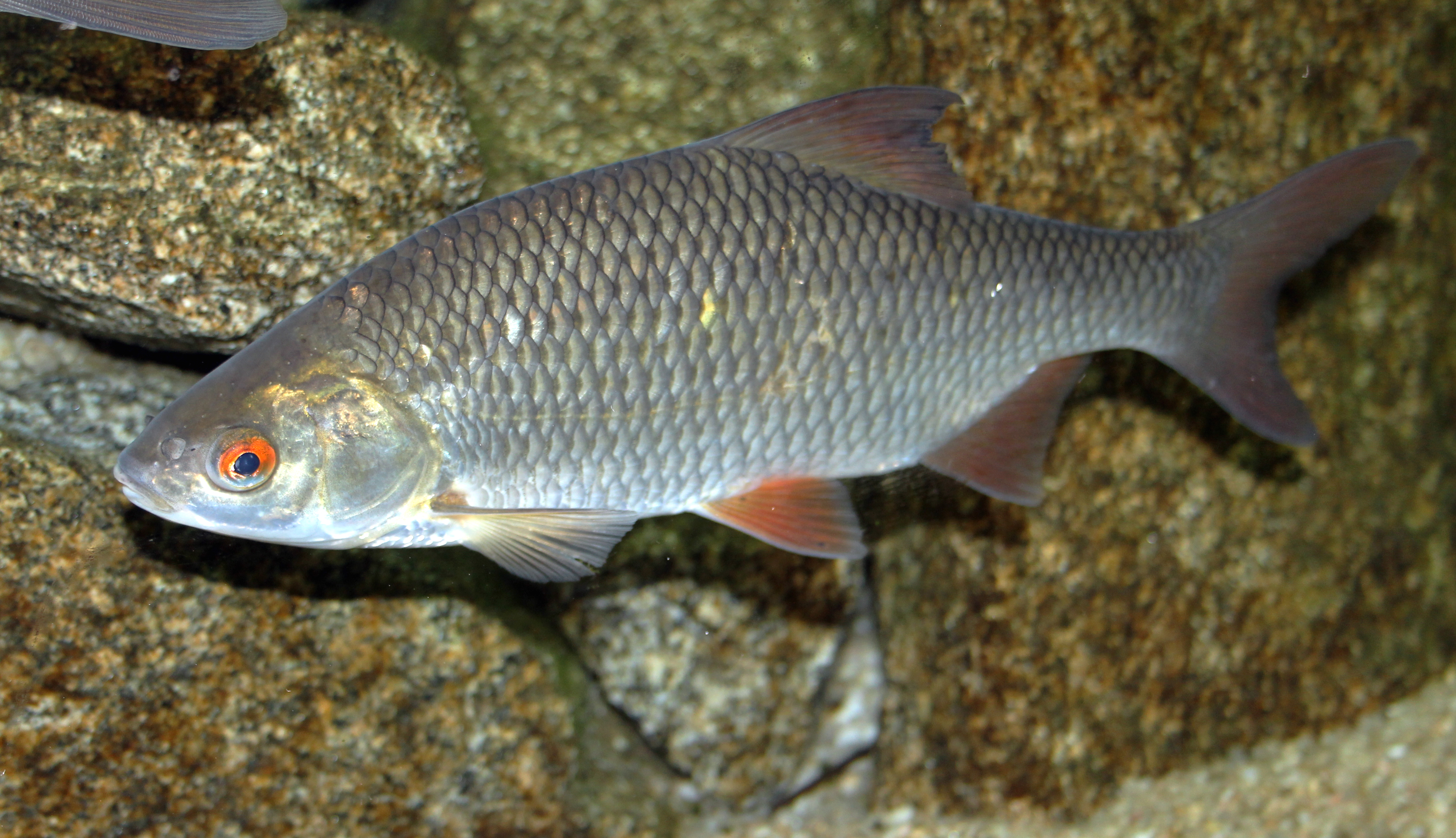
Uno de los depredadores conocidos de Theodoxus fluviatilis es el rutilo, Rutilus rutilus.

Entre los parásitos de Theodoxus fluviatilis se encuentran varias especies de trematodos. El caracol sirve como primer hospedador intermediario a Plagioporus skrjabini y como segundo hospedador intermediario a Cotylurus cornutus. Asymphylodora demeli también se encuentra en este pequeño caracol, al igual que Notocotylus zduni. Este pequeño caracol también es parasitado por varias especies de ciliados. Es el principal hospedador del ciliado Trichodina baltica; los caracoles suelen estar infectados al 100% en la cavidad del manto. Otro ciliado que se encuentra en la cavidad del manto es una especie de Scyphidia. Otras dos especies de ciliados parásitos que se encuentran en este caracol son Protospira mazurica, e Hypocomella quatuor. Entre los depredadores de Theodoxus fluviatilis se encuentra la cucaracha común (un pez de agua dulce), Rutilus rutilus. Theodoxus fluviatilis también es presa de algunas aves.